# Jan Medicejský (1421–1463)
Jan Medicejský  (italsky Giovanni di Cosimo de' Medici, 3. července 1421, Florencie – 23. září 1463, Florencie) byl florentský bankéř, milovník hudby a výtvarného umění, mecenáš mnoha umělců.

## Život
Narodil se jako druhorozený syn Cosima Medicejského a Contessiny, dcery Alessandra de Bardi. Na rozdíl od staršího bratra Petra se těšil dobrému zdraví a otec předpokládal, že se stane jeho nástupcem. Roku 1438 mu svěřil řízení pobočky rodinné banky ve Ferraře, ale zřejmě nebyl příliš nadšen jeho způsobem vedení, protože najal ještě Francesca Sassetiho. Roku 1454 se Jan stal priorem a poté vyslancem u kurie v Římě.
Kromě světských požitků v podobě žen a dobrého jídla, měl rád hudbu a malířství. Zaměstnával mnohé umělce, kteří pracovali na výzdobě rodinného paláce. Pracoval pro něj Donatello, Filippo Lippi a Domenico Veneziano. Od Michelozza si nechal postavit vilu ve Fiesole. Zemřel na srdeční záchvat v září 1463, čímž způsobil otci neskonalý zármutek a byl pohřben v bazilice sv. Vavřince. Nemocemi sužovaný bratr Piero jej následoval roku 1469 a Lorenzo jim oběma nechal zhotovit honosný náhrobek od Verrochia.
Jan je společně s rodinnými příslušníky zachycen na Botticeliho obraze Klanění tří králů a na fresce Průvod Tří králů v Kapli sv. Tří králů v Palazzo Medici Riccardi od Gozzoliho. Jeho busta je dílem Mina de Fiesole.